# Concert sur le rocher
Le Concert sur le rocher (コンサート・オン・ザ・ロック, Consāto on za rokku) était un festival international de rock qui avait lieu à Nakatsu, préfecture d'Ōita, Japon. Il avait été créé en 2004 et était aidé par l'UNICEF.
Le Concert sur le rocher était un événement de deux jours qui présentait une partie de la meilleure musique japonaise du moment. J-pop, rock, salsa, cumbia, reggae, punk, dance, nu jazz, et folk traditionnelle. Les artistes venaient de Ōita à Orlando, de Buzen à Birmingham. L'édition 2005 s'est tenue les 14 et 15 mai. En raison des plaintes de bruit au cours des dernières années, les organisateurs ont pris la décision d'annuler l'événement.